# Matwé Middelkoop
Matwé Middelkoop, né le 3 septembre 1983 à Leerdam, est un joueur de tennis professionnel néerlandais.

## Carrière
Spécialiste de double, il a remporté quatorze tournois ATP, dont trois avec Wesley Koolhof et cinq autres avec Robin Haase.
Il a joué avec l'équipe des Pays-Bas de Coupe Davis au premier tour du groupe mondial en 2009 et en barrage en 2015 lors duquel il bat en double les Suisses Marco Chiudinelli et Roger Federer.

## Palmarès

### Titres en double messieurs
| No | Date       | Nom et lieu du tournoi                     | Catégorie | Dotation    | Surface      | Partenaire        | Finalistes                         | Score             |          |
| -- | ---------- | ------------------------------------------ | --------- | ----------- | ------------ | ----------------- | ---------------------------------- | ----------------- | -------- |
| 1  | 01-02-2016 | Garanti Koza Sofia Open Sofia              | ATP 250   | 463 520 €   | Dur (int.)   | Wesley Koolhof    | Philipp Oswald Adil Shamasdin      | 5-7, 7-69, [10-6] | Parcours |
| 2  | 18-07-2016 | Generali Open Kitzbühel                    | ATP 250   | 463 520 €   | Terre (ext.) | Wesley Koolhof    | Dennis Novak Dominic Thiem         | 2-6, 6-3, [11-9]  | Parcours |
| 3  | 08-01-2017 | Apia International Sydney Sydney           | ATP 250   | 437 380 $   | Dur (ext.)   | Wesley Koolhof    | Jamie Murray Bruno Soares          | 6-3, 7-5          | Parcours |
| 4  | 18-09-2017 | St. Petersburg Open Saint-Pétersbourg      | ATP 250   | 1 000 000 $ | Dur (int.)   | Roman Jebavý      | Julio Peralta Horacio Zeballos     | 6-4, 6-4          | Parcours |
| 5  | 01-01-2018 | Tata Open Maharashtra Pune                 | ATP 250   | 501 345 $   | Dur (ext.)   | Robin Haase       | Pierre-Hugues Herbert Gilles Simon | 7-65, 7-65        | Parcours |
| 6  | 05-02-2018 | Diema Xtra Sofia Open Sofia                | ATP 250   | 501 345 €   | Dur (int.)   | Robin Haase       | Nikola Mektić Alexander Peya       | 5-7, 6-4, [10-4]  | Parcours |
| 7  | 16-07-2018 | Plava Laguna Croatia Open Umag Umag        | ATP 250   | 501 345 €   | Terre (ext.) | Robin Haase       | Roman Jebavý Jiří Veselý           | 6-4, 6-4          | Parcours |
| 8  | 14-10-2019 | VTB Kremlin Cup Moscou                     | ATP 250   | 840 130 $   | Dur (int.)   | Marcelo Demoliner | Simone Bolelli Andrés Molteni      | 6-1, 6-2          | Parcours |
| 9  | 03-02-2020 | Córdoba Open Córdoba                       | ATP 250   | 546 355 $   | Terre (ext.) | Marcelo Demoliner | Leonardo Mayer Andrés Molteni      | 6-3, 7-64         | Parcours |
| 10 | 22-08-2021 | Winston-Salem Open Winston-Salem           | ATP 250   | 717 955 $   | Dur (ext.)   | Marcelo Arévalo   | Ivan Dodig Austin Krajicek         | 65-7, 7-5, [10-6] | Parcours |
| 11 | 18-10-2021 | VTB Kremlin Cup Moscou                     | ATP 250   | 697 125 $   | Dur (int.)   | Harri Heliövaara  | Tomislav Brkić Nikola Čačić        | 7-5, 4-6, [11-9]  | Parcours |
| 12 | 07-02-2022 | ABN AMRO World Tennis Tournament Rotterdam | ATP 500   | 1 208 315 € | Dur (int.)   | Robin Haase       | Lloyd Harris Tim Pütz              | 4-6, 7-65, [10-5] | Parcours |
| 13 | 26-09-2022 | Tel Aviv Watergen Open Tel Aviv            | ATP 250   | 949 475 $   | Dur (int.)   | Rohan Bopanna     | Santiago González Andrés Molteni   | 6-2, 6-4          | Parcours |
| 14 | 06-02-2023 | Open Sud de France Montpellier             | ATP 250   | 562 815 €   | Dur (int.)   | Robin Haase       | Maxime Cressy Albano Olivetti      | 7-64, 4-6, [10-6] | Parcours |

### Finales en double messieurs
| No | Date       | Nom et lieu du tournoi                       | Catégorie | Dotation    | Surface      | Vainqueurs                                | Partenaire        | Score             |          |
| -- | ---------- | -------------------------------------------- | --------- | ----------- | ------------ | ----------------------------------------- | ----------------- | ----------------- | -------- |
| 1  | 13-02-2017 | ABN AMRO World Tennis Tournament Rotterdam   | ATP 500   | 1 724 930 € | Dur (int.)   | Ivan Dodig Marcel Granollers              | Wesley Koolhof    | 7-65, 6-3         | Parcours |
| 2  | 17-07-2017 | SkiStar Swedish Open Båstad                  | ATP 250   | 482 060 €   | Terre (ext.) | Julian Knowle Philipp Petzschner          | Sander Arends     | 6-2, 3-6, [10-7]  | Parcours |
| 3  | 23-04-2018 | Gazprom Hungarian Open Budapest              | ATP 250   | 501 345 €   | Terre (ext.) | Dominic Inglot Franko Škugor              | Andrés Molteni    | 68-7, 6-1, [10-8] | Parcours |
| 4  | 20-05-2018 | Open Parc Auvergne-Rhône-Alpes Lyon          | ATP 250   | 501 345 €   | Terre (ext.) | Nick Kyrgios Jack Sock                    | Roman Jebavý      | 7-5, 2-6, [11-9]  | Parcours |
| 5  | 24-06-2018 | Turkish Airlines Open Antalya                | ATP 250   | 426 145 €   | Gazon (ext.) | Marcelo Demoliner Santiago González       | Sander Arends     | 7-5, 66-7, [10-8] | Parcours |
| 6  | 17-09-2018 | St. Petersburg Open Saint-Pétersbourg        | ATP 250   | 1 175 190 $ | Dur (int.)   | Matteo Berrettini Fabio Fognini           | Roman Jebavý      | 7-66, 7-64        | Parcours |
| 7  | 31-12-2018 | Qatar ExxonMobil Open Doha                   | ATP 250   | 1 313 215 $ | Dur (ext.)   | David Goffin Pierre-Hugues Herbert        | Robin Haase       | 5-7, 6-4, [10-4]  | Parcours |
| 8  | 18-02-2019 | Open 13 Provence Marseille                   | ATP 250   | 668 485 €   | Dur (int.)   | Jérémy Chardy Fabrice Martin              | Ben McLachlan     | 6-3, 64-7,[10-3]  | Parcours |
| 9  | 08-04-2019 | Grand-Prix Hassan II Marrakech               | ATP 250   | 524 340 €   | Terre (ext.) | Jürgen Melzer Franko Škugor               | Frederik Nielsen  | 6-4, 7-66         | Parcours |
| 10 | 23-09-2019 | Huajin Securities Zuhai Championships Zhuhai | ATP 250   | 931 335 $   | Dur (ext.)   | Joran Vliegen Sander Gillé                | Marcelo Demoliner | 7-62, 7-64        | Parcours |
| 11 | 12-10-2020 | St. Petersburg Open Saint-Pétersbourg        | ATP 500   | 1 243 790 $ | Dur (int.)   | Jürgen Melzer Édouard Roger-Vasselin      | Marcelo Demoliner | 6-2, 7-64         | Parcours |
| 12 | 19-10-2020 | European Open Anvers                         | ATP 250   | 394 800 €   | Dur (int.)   | John Peers Michael Venus                  | Rohan Bopanna     | 6-3, 6-4          | Parcours |
| 13 | 26-07-2021 | Generali Open Kitzbühel                      | ATP 250   | 419 470 €   | Terre (ext.) | Alexander Erler Lucas Miedler             | Roman Jebavý      | 7-5, 7-65         | Parcours |
| 14 | 15-05-2022 | Gonet Geneva Open Genève                     | ATP 250   | 534 555 €   | Terre (ext.) | Nikola Mektić Mate Pavić                  | Pablo Andújar     | 2-6, 6-2, [10-3]  | Parcours |
| 15 | 20-06-2022 | Rothesay International Eastbourne            | ATP 250   | 697 405 €   | Gazon (ext.) | Nikola Mektić Mate Pavić                  | Luke Saville      | 6-4, 6-2          | Parcours |
| 16 | 18-07-2022 | Hamburg European Open Hambourg               | ATP 500   | 1 770 865 € | Terre (ext.) | Lloyd Glasspool Harri Heliövaara          | Rohan Bopanna     | 6-2, 6-4          | Parcours |
| 17 | 17-10-2022 | European Open Anvers                         | ATP 250   | 648 130 €   | Dur (int.)   | Tallon Griekspoor Botic van de Zandschulp | Rohan Bopanna     | 3-6, 6-3, [10-5]  | Parcours |
| 18 | 21-05-2023 | Open Parc Auvergne-Rhône-Alpes Lyon          | ATP 250   | 562 815 €   | Terre (ext.) | Rajeev Ram Joe Salisbury                  | Nicolas Mahut     | 6-0, 6-3          | Parcours |
| 19 | 17-07-2023 | EFG Swiss Open Gstaad Gstaad                 | ATP 250   | 562 815 €   | Terre (ext.) | Dominic Stricker Stanislas Wawrinka       | Marcelo Demoliner | 7-68, 6-2         | Parcours |

## Parcours dans les tournois duGrand Chelem

### En simple
N'a jamais participé à un tableau final.

### En double messieurs
| 2016 | 2e tour (1/16) M. Elgin \|\| style="text-align:left;" \| Pablo Cuevas M. Granollers    | 1er tour (1/32) W. Koolhof \|\| style="text-align:left;" \| T. Lamasine A. Olivetti     | 2e tour (1/16) W. Koolhof \|\| style="text-align:left;" \| Pablo Cuevas M. Granollers | 1er tour (1/32) W. Koolhof \|\| style="text-align:left;" \| P. Carreño G. García     |                                                                                       |
| 2017 | 2e tour (1/16) W. Koolhof \|\| style="text-align:left;" \| J.-J. Rojer Horia Tecău     | 1er tour (1/32) W. Koolhof \|\| style="text-align:left;" \| Malek Jaziri A. Seppi       | 1er tour (1/32) W. Koolhof \|\| style="text-align:left;" \| Łukasz Kubot Marcelo Melo | 1/4 de finale Robin Haase \|\| style="text-align:left;" \| F. López Marc López       |                                                                                       |
| 2018 | 1er tour (1/32) Robin Haase \|\| style="text-align:left;" \| P. Carreño G. García      | 2e tour (1/16) Robin Haase \|\| style="text-align:left;" \| P.-H. Herbert Nicolas Mahut | 2e tour (1/16) S. Arends \|\| style="text-align:left;" \| Mike Bryan Jack Sock        | 1/8 de finale Robin Haase \|\| style="text-align:left;" \| Jamie Murray Bruno Soares |                                                                                       |
| 2019 | 1er tour (1/32) Robin Haase \|\| style="text-align:left;" \| Ryan Harrison Sam Querrey | 2e tour (1/16) Tim Pütz \|\| style="text-align:left;" \| J. Chardy F. Martin            | 1er tour (1/32) S. Arends \|\| style="text-align:left;" \| Mate Pavić Bruno Soares    | 1er tour (1/32) R. Jebavý \|\| style="text-align:left;" \| Robin Haase W. Koolhof    |                                                                                       |
| 2020 | 1er tour (1/32) M. Demoliner \|\| style="text-align:left;" \| T. Sandgren J. Withrow   | 1er tour (1/32) M. Demoliner \|\| style="text-align:left;" \| D. Evans H. Hurkacz       | Annulé                                                                                | Annulé                                                                               | 1/8 de finale M. Demoliner \|\| style="text-align:left;" \| Jamie Murray Neal Skupski |
| 2021 | 1/4 de finale M. Arévalo \|\| style="text-align:left;" \| Jamie Murray Bruno Soares    | 1/8 de finale M. Arévalo \|\| Forfait                                                   | 2e tour (1/16) S. Arends \|\| style="text-align:left;" \| Łukasz Kubot Marcelo Melo   | 1er tour (1/32) M. Arévalo \|\| style="text-align:left;" \| S. Johnson S. Querrey    |                                                                                       |
| 2022 | 1er tour (1/32) P. Oswald \|\| style="text-align:left;" \| R. Klaasen B McLachlan      | 1/2 finale R. Bopanna \|\| style="text-align:left;" \| M. Arévalo J.-J. Rojer           | 1er tour (1/32) Luke Saville \|\| style="text-align:left;" \| João Sousa J. Thompson  | 1er tour (1/32) R. Bopanna \|\| style="text-align:left;" \| L. Sonego A. Vavassori   |                                                                                       |
| 2023 | 1/8 de finale R. Haase \|\| style="text-align:left;" \| M. Arévalo J.-J. Rojer         | 1/2 finale A. Mies \|\| style="text-align:left;" \| Sander Gillé Joran Vliegen          | 1er tour (1/32) M. Demoliner \|\| style="text-align:left;" \| N. Mektić Mate Pavić    | 2e tour (1/16) Mate Pavić \|\| style="text-align:left;" \| Vasil Kirkov Denis Kudla  |                                                                                       |
| 2024 | 1er tour (1/32) M. Melo \|\| style="text-align:left;" \| Rajeev Ram J. Salisbury       | 1er tour (1/32) S. Arends \|\| style="text-align:left;" \| W. Koolhof N. Mektić         | 2e tour (1/16) F. Martin \|\| style="text-align:left;" \| M. Purcell J. Thompson      | 2e tour (1/16) A. Erler \|\| style="text-align:left;" \| M. Granollers H. Zeballos   |                                                                                       |

N.B. : le nom du partenaire se trouve sous le résultat ; les noms des ultimes adversaires se trouvent à droite.

### En double mixte
| Année | Open d'Australie                                                                         | Open d'Australie                                                                  | Internationaux de France                                                           | Internationaux de France                                                           | Wimbledon                                                                                 | Wimbledon | US Open | US Open |
| ----- | ---------------------------------------------------------------------------------------- | --------------------------------------------------------------------------------- | ---------------------------------------------------------------------------------- | ---------------------------------------------------------------------------------- | ----------------------------------------------------------------------------------------- | --------- | ------- | ------- |
| 2016  | —                                                                                        | —                                                                                 | —                                                                                  | —                                                                                  | 2e tour (1/16) O. Kalashnikova \|\| style="text-align:left;" \| Chan Yung-jan N. Zimonjić | —         | —       |         |
|       |                                                                                          |                                                                                   |                                                                                    |                                                                                    |                                                                                           |           |         |         |
| 2018  | 1/4 de finale J. Larsson \|\| style="text-align:left;" \| G. Dabrowski Mate Pavić        | 1/4 de finale D. Schuurs \|\| style="text-align:left;" \| G. Dabrowski Mate Pavić | 1/8 de finale J. Larsson \|\| style="text-align:left;" \| V. Azarenka Jamie Murray | 1er tour (1/16) D. Schuurs \|\| style="text-align:left;" \| Zhang Shuai John Peers |                                                                                           |           |         |         |
| 2019  | 1/8 de finale D. Schuurs \|\| style="text-align:left;" \| Abigail Spears J.-S. Cabal     | —                                                                                 | —                                                                                  | 1/2 finale Yang Z. \|\| style="text-align:left;" \| J. Ostapenko R. Lindstedt      | —                                                                                         | —         |         |         |
|       |                                                                                          |                                                                                   |                                                                                    |                                                                                    |                                                                                           |           |         |         |
| 2021  | 1er tour (1/16) J. Ostapenko \|\| style="text-align:left;" \| Luisa Stefani Bruno Soares | —                                                                                 | —                                                                                  | 1er tour (1/32) K. Bertens \|\| style="text-align:left;" \| S. Stosur M. Ebden     | 1er tour (1/16) Darija Jurak \|\| style="text-align:left;" \| G. Voskoboeva Nikola Čačić  |           |         |         |
| 2022  | 2e tour (1/8) Ellen Perez \|\| style="text-align:left;" \| Sania Mirza Rajeev Ram        | 2e tour (1/8) D. Schuurs \|\| style="text-align:left;" \| E. Shibahara W. Koolhof | 2e tour (1/8) Ellen Perez \|\| style="text-align:left;" \| D. Krawczyk N. Skupski  | 1er tour (1/16) D. Schuurs \|\| style="text-align:left;" \| L. Hradecká Ł. Kubot   |                                                                                           |           |         |         |
| 2023  | 1er tour (1/16) N. Melichar \|\| style="text-align:left;" \| M. Ninomiya Ariel Behar     | 1/2 finale A. Sutjiadi \|\| style="text-align:left;" \| Miyu Kato Tim Pütz        | 1/2 finale A. Sutjiadi \|\| style="text-align:left;" \| Xu Yifan J. Vliegen        | —                                                                                  | —                                                                                         |           |         |         |

N.B. : le nom de la partenaire se trouve sous le résultat ; les noms des ultimes adversaires se trouvent à droite.

## Classements ATP en fin de saison
| Année          | 2002 | 2003 | 2004 | 2005 | 2006 | 2007 | 2008 | 2009 | 2010 | 2011 | 2012 | 2013 | 2014 | 2015 | 2016 | 2017 | 2018 | 2019 | 2020 | 2021 | 2022 | 2023 |
| Rang en simple | 957  | 581  | 374  | 589  | 469  | 328  | 200  | 340  | 272  | 304  | 254  | 345  | 610  | 791  | 674  | 1170 | –    | –    | –    | –    | –    | –    |
| Rang en double | 841  | 654  | 368  | 247  | 389  | 407  | 155  | 782  | 315  | 301  | 340  | 450  | 291  | 66   | 57   | 36   | 36   | 54   | 46   | 30   | 22   | 42   |

Source : (en) Classements de Matwé Middelkoop sur le site officiel de la Fédération internationale de tennis